# Sig-Sauer SSG 3000

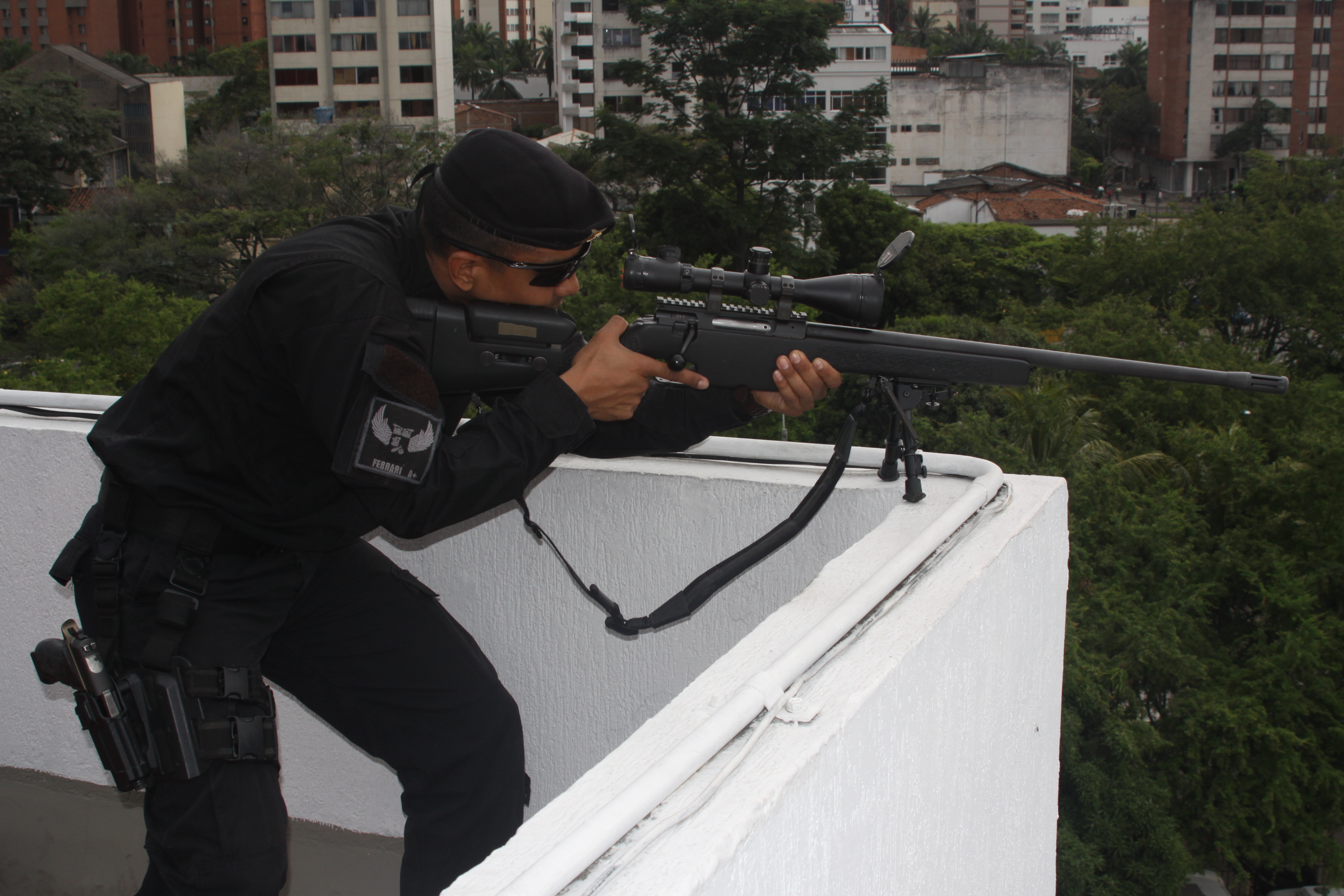
Un tireur d'élite de la police nationale de Colombie avec un Sig-Saueur SSG 3000 (mai 2013).

Le fusil de précision germano-suisse Sauer SSG 3000 fonctionne avec une culasse à verrou. Il est alimenté par chargeur. Il est disponible en plusieurs calibres depuis sa commercialisation dans les années 1990, succédant ainsi au Sauer SSG 2000. Le tireur d'élite qui l'emploie ne peut utiliser que la lunette de visée montée sur l'arme.

## Données techniques
- Munition : .308 Winchester
- Cadence de tir : coup par coup
- Portée efficace : 800 m
- Capacité du chargeur : 5 cartouches
- Longueur totale : 1180 mm
- Masse à vide : 5,4 kg

## Sources
- Martin J. Dougherty, Armes à feu : encyclopédie visuelle, Elcy éditions, 304 p. (ISBN 9782753205215), p. 186.

Cette notice est issue de la lecture des revues spécialisées de langue française suivantes :
- Cibles (Fr)
- AMI (B, disparue en 1988)
- Gazette des Armes (Fr)
- Action Guns  (Fr)
- Raids (Fr)
- Assaut (Fr)